# François Morren
François Morren (Brussel, 16 april 1899 - 9 december 1985) was een Belgische atleet, die gespecialiseerd was in de sprint en de middellange afstand. Hij nam tweemaal deel aan de Olympische Spelen en veroverde op drie onderdelen tien Belgische titels.

## Biografie
Morren veroverde tussen 1919 en 1924 zes opeenvolgende Belgische titels op de 400 m. In 1920 werd hij ook Belgisch kampioen op de 200 m. Daarnaast veroverde hij tussen 1922 en 1924 tevens drie titels op de 800 m.
In 1922 verbeterde Morren met een tijd van 1.56,9 het Belgische record op de 800 m van Jean Delarge.
Morren nam deel aan de Olympische Spelen van 1920 in Antwerpen, waar hij de kwartfinale haalde op de 400 m en zesde werd in de 4 x 400 m estafette. Vier jaar later nam hij op de 800 m deel aan de Olympische Spelen van 1924 in Parijs, waar hij de halve finale bereikte.

### Clubs
Morren was aangesloten bij Racing Club Brussel.

## Belgische kampioenschappen
| Onderdeel | Jaar                               |
| --------- | ---------------------------------- |
| 200 m     | 1920                               |
| 400 m     | 1919, 1920, 1921, 1922, 1923, 1924 |
| 800 m     | 1922, 1923, 1924                   |

## Persoonlijke records
| Onderdeel | Prestatie | Datum        | Plaats  |
| --------- | --------- | ------------ | ------- |
| 400 m     | 50,2      | 1922         |         |
| 800 m     | 1.56,9    | 30 juli 1922 | Brussel |

## Palmares

### 200 m
- 1920:  BK AC – 23,6

### 400 m
- 1919:  BK AC – 52,2
- 1920:  BK AC – 52,0
- 1920: 4e ¼ fin. OS in Antwerpen -50,8
- 1921:  BK AC – 52,3
- 1922:  BK AC – 51,8
- 1923:  BK AC – 50,8
- 1924:  BK AC – 51,1

### 800 m
- 1922:  BK AC – 2.06,8
- 1923:  BK AC – 2.05,4
- 1924:  BK AC – 2.02,6
- 1924: 6e ½ fin. OS in Parijs – 1.58,5

### 4 x 400 m
- 1920: 6e OS in Antwerpen – 3.24,9